# Paronychia fastigiata
Paronychia fastigiata är en nejlikväxtart som först beskrevs av Constantine Samuel Rafinesque, och fick sitt nu gällande namn av Merritt Lyndon Fernald. Paronychia fastigiata ingår i släktet prasselörter, och familjen nejlikväxter.

## Underarter
Arten delas in i följande underarter:
- P. f. nuttallii
- P. f. pumila